# In Their Darkened Shrines
In Their Darkened Shrines (рус. В Их Тёмных Святынях) — третий студийный альбом американской дэт-метал группы Nile, выпущенный 20 августа 2002 года.

## Об альбоме
Идея написания песни «In Their Darkened Shrines IV: Ruins» навеяна рассказом Лавкрафта «Безымянный город». Вместе с «In Their Darkened Shrines I: Hall of Saurian Entombment», слова которой являются дополнением к этой инструментальной песне. Песня «Unas Slayer of the Gods» является трибьютом «Gothic Stone/The Well of Souls» дум-метал группы Candlemass с альбома Nightfall.

## Список композиций
| №                   | Название                                                                        | Длительность |
| ------------------- | ------------------------------------------------------------------------------- | ------------ |
| 1.                  | «The Blessed Dead»                                                              | 4:53         |
| 2.                  | «Execration Text»                                                               | 2:46         |
| 3.                  | «Sarcophagus»                                                                   | 5:09         |
| 4.                  | «Kheftiu Asar Butchiu»                                                          | 3:52         |
| 5.                  | «Unas Slayer of the Gods»                                                       | 11:43        |
| 6.                  | «Churning the Maelstrom»                                                        | 3:07         |
| 7.                  | «I Whisper in the Ear of the Dead»                                              | 5:10         |
| 8.                  | «Wind of Horus»                                                                 | 3:47         |
| 9.                  | «In Their Darkened Shrines I: Hall of Saurian Entombment»                       | 5:09         |
| 10.                 | «In Their Darkened Shrines II: Invocation to Seditious Heresy»                  | 3:51         |
| 11.                 | «In Their Darkened Shrines III: Destruction of the Temple of the Enemies of Ra» | 3:11         |
| 12.                 | «In Their Darkened Shrines IV: Ruins»                                           | 6:01         |
| Общая длительность: | Общая длительность:                                                             | 58:44        |

## Участники записи
- Карл Сандерс — вокал, гитара, бас-гитара
- Даллас Толер-Уэйд — вокал, гитара, бас-гитара
- Тони Лорино — вокал, ударные, перкуссия
- Джон Весано — дополнительный вокал
- Майк Бризиль — дополнительный вокал